# Бурдьё, Пьер
Пьер Бурдьё (фр. Pierre Bourdieu, 1 августа 1930, Франция — 23 января 2002, Париж, Франция) — французский социолог, этнолог, философ и политический публицист, один из наиболее влиятельных социологов XX века:358. Автор тридцати пяти книг и четырёхсот статей:39, которые высоко оцениваются в плане как теоретических, так и эмпирических исследований:59. В то же время его работы подверглись разнообразной критике, в основном за детерминистское видение социального.
C 1981 года — профессор социологии в Коллеж де Франс. В 1990-е годы Пьер Бурдьё играл заметную роль в общественно-политической жизни Франции.
Бурдьё изучал прежде всего механизмы воспроизводства социальных иерархий. Он подчёркивал значимость культурных и символических факторов воспроизводства и критиковал марксистские концепции примата экономики. Согласно Бурдьё, ключевую роль в воспроизводстве социальных отношений господства играет способность занимающих властные позиции агентов навязывать свои культурные и символические практики. Бурдьё ввёл понятие символического насилия как принуждения к признанию различных форм господства и незнанию его механизмов. Символическое насилие легитимирует социальные формы господства:51—52.
Согласно Бурдьё, социальный мир в современном обществе делится на особые социальные области — «социальные поля». Дифференциация социальной деятельности привела, в частности, к формированию поля искусства и поля политики как определённых видов деятельности. Поля обладают сравнительной автономией по отношению к обществу в целом. Поля имеют свою иерархию и динамику, благодаря конкурентной борьбе социальных агентов за господствующее положение. Здесь анализ Бурдьё совпадает с марксистской традицией в плане важности борьбы и конфликта в функционировании общества. Но для Бурдьё конфликты не сводятся к конфликтам между социальными классами, а разворачиваются в символическом измерении в разных социальных полях.
Природу социального определяет различие, которое порождает социальные иерархии. Вслед за Паскалем, Бурдьё считал, что человек движим прежде всего жаждой признания его человеческого достоинства; признание имеет исключительно социальный характер.
Бурдьё разработал теорию действия, в центре которой находится «габитус» — понятие, оказавшее большое влияние на социальные науки. Согласно теории Бурдьё, небольшое число установок, полученных в результате социализации, позволяет социальным агентам реализовывать стратегии действия. Эти стратегии адаптированы к потребностям социального мира, но не осознаются агентами.
Исследования Бурдьё сосредоточены вокруг ключевых концептов: габитус как принцип действия агентов, поле как пространство фундаментальной социальной борьбы, капитал как ресурс в социальном поле, символическое насилие как главный механизм утверждения господства. Все эти понятия, введённые и разработанные Бурдьё, широко используются в социологии и социальной антропологии:358—359:40.

## Биография
Пьер Бурдьё, единственный ребёнок в семье, родился в 1930 году на юго-западе Франции в Дангене, небольшой деревне в исторической области Беарн, в западной части департамента Атлантические Пиренеи. Его отец, выходец из мелкого крестьянства, был крестьянином-издольщиком, а затем работал почтальоном, не покидая сельской среды. Мать Бурдьё имела сходное социальное происхождение, хотя и несколько более высокое: её предки были мелкими собственниками.

### Учёба
C 1941 по 1947 год Бурдьё был интерном в лицее Луи-Барту в городке По, учился отлично. Его заметил один из учителей, выпускник Высшей нормальной школы, который посоветовал ему записаться на подготовительные курсы по гуманитарным наукам в элитарном лицее Людовика Великого в Париже в 1948 году.
В 1951 году Бурдьё был принят в Высшую нормальную школу, где вместе с ним учились Жак Деррида и Луи Марен. В послевоенный период во французской философии наибольший авторитет имел феноменологический экзистенциализм Жана-Поля Сартра, который оказывал определённое влияние на Бурдьё и многих представителей его поколения:13:22,30. Бурдьё, по его воспоминаниям, очень рано прочитал «Бытие и ничто» Сартра, чуть позже — работы Эдмунда Гуссерля и Мориса Мерло-Понти. Изучал Бурдьё и труды молодого Карла Маркса:13.
В Высшей нормальной школе было заметно сталинистское давление Французской компартии, которому Бурдьё, Марен, Деррида и другие противопоставили основанный ими в 1951 году Комитет в защиту свободы:13. Популярностью в Высшей нормальной школе пользовались сторонники подходов, связывавших историю философии с историей науки: Марсель Геру и Жюль Вильеман. Эпистемологию в Высшей нормальной школе преподавали Гастон Башляр и Жорж Кангилем. Университетская философия, несмотря на всю компетентность преподавателей, не была слишком увлекательна для Бурдьё, который в поисках нового смысла философии стал читать мало известного тогда во Франции Гуссерля:14. В своей автобиографии, написанной много лет спустя, Бурдьё противопоставил два типа интеллектуалов: «свободного» Сартра скромному и исполнительному Кангилему.
В 1953 году Бурдьё защитил диплом по Лейбницу под руководством Анри Гуйе. Для продолжения образования он посетил цикл семинаров Эрика Вейля по философии права Гегеля в Практической школе высших исследований. Сдав в 1954 году государственный экзамен на право преподавания философии, он начал подготовку диссертации по философии. Темой диссертации были темпоральные структуры эмоциональной жизни.

### Алжир: переход к социологии
Жорж Кангилем устраивает своего аспиранта учителем средней школы в Мулене, недалеко от Парижа, где Бурдьё работает в 1954—1955 годах. После отказа от обязательной военной службы его переводят в Армейскую психологическую службу в Версале. Здесь у него находят запрещённый цензурой номер «L’Express», посвящённый войне в Алжире. Бурдьё теряет своё назначение по дисциплинарным основаниям, но в 1955 году его в качестве рядового французской армии достаточно быстро переводят в Алжир в связи с войной; там он пробыл два года:9.
Вначале он служит на небольшом складе. Затем, благодаря своим редакторским способностям, он занят в правительственных службах под началом Робера Лакоста. Желая продолжать начатые им полевые этнологические исследования в Алжире, Бурдьё работает с 1958 по 1960 год в должности ассистента на филологическом факультете университета в Алжире и проводит там семинары по Дюркгейму и Соссюру.
В начале своих этнологических исследований Бурдьё ещё считал себя философом:19, однако алжирский период стал определяющим для его карьеры социолога. Оставив изучение философии, он провел в Алжире серию работ по этнологии, которые вылились в несколько книг. Первые исследования привели его в оплот местного национализма регионы Кабилия и Колло, охваченные войной. «Социология Алжира» была опубликована в научно-популярной серии «Что я знаю?» в 1958 году. В данной работе (которая изначально планировалась как диссертация) Бурдьё анализировал влияние колониализма на распад традиционного уклада жизни:358.
Полевая этнология означала понижение в академической карьере. Сам Бурдьё объяснял интерес к этнологии в тот период влиянием Леви-Стросса, поскольку считал, что именно Леви-Стросс придал социальным наукам авторитет, сопоставимый с авторитетом лингвистики:203. И хотя возможность для полевых исследований появилась у Бурдьё случайно, из-за военной службы, он позднее вспоминал, что уже был внутренне готов оставить «схоластическую» философию ради этнологии и не престижной в то время социологии.
После провозглашения независимости Алжира в 1963 году, в соавторстве с Аленом Дарбелем, Жаном-Полем Риве и Клодом Себелем он опубликовал «Труд и рабочие в Алжире», исследование наёмного труда и формирования городского пролетариата в Алжире. В 1964 году Бурдьё публикует работу «Искоренение. Кризис традиционного сельского хозяйства в Алжире», написанную вместе с алжирским коллегой Абдельмалеком Сайядом. Книга описывает разрушение сельского хозяйства и распад традиционного общества на фоне политики французской армии по переселению местного населения. После возвращения во Францию Бурдьё продолжает собирать новые данные о городском и сельском Алжире.
Этнологическая площадка Кабилии оказала решающее влияние на дальнейшие исследования Бурдьё, несмотря на то, что позже он туда больше не ездил. Именно в ходе этнологических экспедиций, интервьюирования и сбора данных семейных генеалогий Бурдьё впервые сформулировал свою теорию действия:560. Его главные труды по теории действия «Эскиз теории практики» (1972) и «Практический смысл» (1980) отталкиваются от антропологического анализа традиционного общества Кабилии. Книга о гендере «Мужское господство» (1998) также основана на анализе механизмов воспроизводства мужского господства в традиционном кабильском обществе.
Алжирские полевые исследования проводились с помощью фотографирования, некоторые фрагменты фотографий иллюстрируют книги Бурдьё, изданные им самим. В 2002 году был опубликован сборник фотографий, сделанных Бурдьё с 1958 по 1961 год, а в 2012 году фотографии стали предметом первой персональной выставки, организованной в Туре.

### Возвращение во Францию: 1960—1968
В 1960 году известный социолог Раймон Арон помогает Бурдьё вернуться в Париж из Алжира и приглашает в свой исследовательский центр:213. Бурдьё занимает должность главного секретаря основанного Ароном Центра европейской социологии и становится также ассистентом Арона в Парижском университете.
В 1961 году Бурдьё получил должность преподавателя в университете Лилля, которую он занимал до 1964 года, продолжая читать лекции и вести семинары в Париже. В Лилле он вновь общается с Эриком Вейлем, а также знакомится с историком Пьером Видаль-Наке и со сторонником герменевтики, философом и германистом Жаном Боллаком, который становится его другом. В тот же период Бурдьё посещал семинары Клода Леви-Стросса в Коллеж де Франс и лекции по этнологии в Музее человека, а также углубленно изучал Маркса:5.
В 1962 году Бурдьё женился на Мари-Клэр Бризар; с ней у него было трое детей: Жером, Эммануэль и Лоран. В середине 1960-х годов вместе с семьёй он переехал в Антони, городок в южном пригороде Парижа. Бурдьё интересовался велосипедным Тур де Франс; также он показывал хорошие результаты во многих индивидуальных и командных видах спорта, таких как теннис и регби.
В 1964 году Бурдьё становится заместителем руководителя ароновского Центра европейской социологии. С того же года он работает в должности преподавателя в Практической школе высших исследований (Париж), которая позже была переименована в Высшую школу социальных наук. В 1964 году он начинает сотрудничество с Жаном-Клодом Пассероном, которое вылилось в публикацию книги «Наследники: студенты и культура», имевшую мгновенный успех и способствовавшую известности Бурдьё в социологии.
Публикацией работ «Очерки социального использования фотографии» (1965) и «Любовь к искусству. Европейские художественные музеи и их публика» (1966 и 1969), написанной в соавторстве с социологами Люком Болтански, Робером Кастелем и Жаном-Клодом Шамбердоном, Бурдьё начал серию исследований, посвящённых культурным практикам. Данное направление стало основным в его исследованиях на последующее десятилетие. Цикл работ завершился выходом книги «Различение: социальная критика суждения» (1979), которая стала его наиболее известной и цитируемой работой. Она занимает шестое место среди десяти самых важных книг мировой социологии XX века по оценке Международной социологической ассоциации:40.

### Дальнейшая карьера
На фоне событий мая 1968 года Бурдьё разрывает отношения с Раймоном Ароном, не одобрявшим левые социальные движения:20. В ходе конфликта с Ароном Бурдьё основывает собственный Центр социологии образования и культуры, в котором по его замыслу должны были проводится исследования социальных иерархий и социального воспроизводства. После смерти Арона в 1983 году он наследует Центр европейской социологии в качестве его преемника в Коллеж де Франс (оба исследовательских центра вновь объединяются в 1998 году и в настоящее время управляются учениками Бурдьё).
Бурдьё старался рассматривать кризис 1968 года прежде всего с научной точки зрения — как конец определённого цикла социального воспроизводства традиционных обществ; Бурдьё видел определённую аналогию между событиями в университетской французской среде и крахом традиционных обществ в Кабилии и Беарне (в его родной деревне во Франции), где он проводил антропологические исследования:83. В то же время Бурдьё достаточно критично относился к самим участникам событий 1968 года; по его мнению, студенты, будучи сами выходцами из аристократической среды, вряд ли имели адекватное представление об устройстве системы, против которой они выступали:83.
В том же году он публикует (совместно с Жаном-Клодом Шамборедоном и Жаном-Клодом Пассероном) книгу «Профессия социолога. Эпистемологические прелиминарии», в котором излагались методы социологии. В данной книге и нескольких других работах того периода Бурдьё формулирует ключевые пункты своего нового подхода.
Признание исследований Бурдьё постепенно выходит за рамки французской социологии. Он приобретает влияние среди историков, особенно в Высшей школе социальных наук. В 1970-е годы началось его признание в европейской научной среде, он активно публикуется на немецком и итальянском языках:223. К концу 1980-х годов Бурдьё занимает в США второе место в индексе цитируемости французских интеллектуалов, после Мишеля Фуко:2. Международное признание позволило Бурдьё много путешествовать и участвовать в многочисленных конференциях, в основном в западных странах, Японии, Германии и Скандинавии. Незадолго до смерти Бурдьё планировался не состоявшийся приезд в Россию.
С 1981 по 2001 год Бурдьё возглавлял кафедру социологии в Коллеж де Франс. В 1993 году он стал первым социологом, получившим золотую медаль Национального центра научных исследований — самую престижную французскую награду в сфере науки.
Членкор Британской академии (2001).

### Издательская деятельность
Наряду с академической карьерой, Бурдьё вел серьёзную издательскую деятельность, что позволило ему в полной мере распространять свои идеи. С 1964 по 1992 год он был редактором серии «Le Sense Commun» («Здравый смысл») в издательстве «Editions de Minuit», в 1993 году поменял издателя, уйдя в «Éditions du Seuil»:2. В этой серии Бурдьё опубликовал значительную часть своих книг, а также книг своих последователей, содействуя тем самым популяризации своих идей. Бурдьё также публиковал классиков социологии (Эмиль Дюркгейм, Марсель Мосс и др.) и философии (Эрнст Кассирер, Эрвин Панофский и т. д.) В серии публиковались переводы трудов ведущих американских социологов, таких как Ирвинг Гофман. В «Éditions du Seuil» он основал аналогичную серию «Liber».
В 1975 году Бурдьё создаёт, при определённой поддержке Фернана Броделя, журнал «Труды исследований в области социальных наук», которым он руководил до самой смерти. Главной задачей данного проекта было привлечение внимания к социологии со стороны интеллектуальных, прежде всего философских кругов, что было успешно реализовано: публикуемые работы вызывали пристальный интерес:230. Журнал стал инновационным издательским проектом и отличался от традиционных академических журналов наличием многочисленных фотографий, иллюстраций, комиксов и большим форматом:79. В нём публиковались работы Бурдьё и его соратников и учеников. Вокруг журнала объединились ряд единомышленников Бурдьё: Люк Болтански, Жан-Клод Пассерон, Моника де Сен-Мартен. Вплоть до последнего времени журнал сохранял свой уникальный стиль:5. Фактически Бурдьё стал единственным французским социологом, у которого был собственный профессиональный журнал. Многие из написанных им после 1975 года книг представляли собой разработку опубликованных в «Трудах…» статей:26—27.
В 1995 году, после общественных волнений ноября — декабря во Франции, Бурдьё основал издательство «Raisons d’agir» («Поводы действовать»). Издательство выпускало одновременно социальную публицистику и научные исследования, в том числе и молодых учёных, его последователей, и вело целенаправленную критику неолиберализма.

### Политическая активность
Хотя Бурдьё иногда дистанцировался от имиджа «ангажированного интеллектуала» в духе Жана-Поля Сартра, он достаточно часто использовал своё имя и влияние в политической жизни.
С начала 1980-х годов Бурдьё стал более активно участвовать в общественной деятельности. Совместно с Мишелем Фуко он поддержал движение «Солидарность». В 1981 году Бурдьё, совместно с Жилем Делёзом и прочими интеллектуалами, поддержал решение комика Колюша участвовать в президентских выборах. Бурдьё видел в выдвинутых против кандидатуры Колюша обвинениях в пужадизме желание политиков сохранить свою монополию на политическое представительство и защитить себя от угрозы со стороны внешнего «игрока». Колюш отказывался от обычных правил политической игры и разоблачал таким образом саму неправомерность политических правил. Несмотря на критику правительства Миттерана, Бурдьё участвовал в разработке проектов образовательных реформ во второй половине 1980-х годов:267.
Однако полноценно участвовать в политической жизни Бурдьё стал лишь в 1990-е годы, играя заметную роль среди вовлечённых в политику французских интеллектуалов. Он стал ведущей общественной фигурой в глобальной мобилизации против неолиберализма. В центре политической активности Бурдьё находится критика распространения неолиберализма и политического демонтажа институтов социального государства. Вышедшая в 1993 году коллективная монография «Нищета мира», имела большой общественный резонанс. Книга даже была положена в основу театральных постановок:230. Бурдьё со своими единомышленниками занимает политически ангажированную позицию, говоря о разрушительных последствиях неолиберальной политики и выступая на стороне социально незащищённых слоёв: алжирских эмигрантов, безработных, молодёжи, крестьян. При этом Бурдьё не относил себя к какой-либо политической партии.
Я сам стал жертвой этого морализма нейтральности, невмешательства учёного. В то время я ошибочно запретил себе сделать некоторые очевидные выводы из своих социологических исследований. С уверенностью в себе и признанием, которые пришли с возрастом, а также под давлением крайней политической необходимости, я был вынужден вторгнуться на территорию так называемой политики. Если бы можно было говорить о социальной жизни и не быть вовлечённым в политику!
Во время гражданской войны в Алжире он был членом Международного комитета поддержки алжирской интеллигенции.
В ходе забастовок в ноябре — декабре 1995 года он поддерживает бастующих рабочих в их протестах против инициированной правительством Алена Жюппе реформы страховой системы, считая её настоящей целью укрепление позиций правительства на мировых финансовых рынках. Он резко критикует преемника Жюппэ Лионеля Жоспена и называет Блэра, Жоспена и Шрёдера «неолиберальной тройкой». В 1996 году он один из инициаторов создания «Генеральных штатов общественного движения»:230, включающих представителей интеллектуалов, профсоюзов и общественных ассоциаций. Зимой 1997/98 года Бурдьё поддерживает движение безработных, которое оценивает как «социальное чудо».
В декабре 1999 года на франко-немецком телеканале «Arte» вышла передача, в которой Пьер Бурдьё и Гюнтер Грасс, обсуждая итоги XX века, затронули роль интеллектуала в политике и социальные проблемы современности, связанные с глобальным наступлением неолиберализма.
Социальная критика капитализма и уверенность в возможности альтернативы сделали Бурдьё одной из ведущих фигур зарождающегося движения антиглобалистов:40. Его взгляды по данным темам в основном выражены в двух книгах под общим названием «Неприятные последствия» (1998). В 2002 году был опубликован сборник политических работ за период с 1961 по 2001 год, в основном посвящённых проблемам нелегальных эмигрантов, гомосексуалов, а также борьбе с неолиберализмом.
В 2001 году на экраны Франции вышел документальный фильм «Социология — это боевое искусство». Фильм был посвящён политической активности Бурдьё, прежде всего его борьбе с неолиберализмом, и имел целью в том числе распространение идей Бурдьё среди широкой аудитории:1.
Подход Бурдьё к современному капитализму и неолиберализму подвергался критике, в частности, Жаком Ле Гоффом и бывшим учеником Бурдьё Люком Болтански:7—9. В 1998 году интеллектуальное сообщество «новых правых» Клуб «Орлож» вручило Бурдьё шуточную «премию Лысенко».

### Бурдьё и СМИ
Бурдьё, будучи популярной фигурой, подвергался критике со стороны всех направлений политического спектра. По выражению одного журнала, он стал «слишком медийной» персоной. Вокруг него велось множество споров по поводу критики им медийного пространства и его антинеолиберальной позиции. В СМИ постоянно муссировалась политическая деятельность Бурдьё: его обвиняли, что он начал заниматься политикой ради удовлетворения личных и профессиональных устремлений:198.
Наиболее известным эпизодом в отношениях Бурдьё со СМИ было его участие в программе «Arrêt sur images» («Стоп-кадр») 20 января 1996 года. Передача, в которой Бурдьё был главным гостем, состоялась вскоре после забастовок в ноябре — декабре 1995 года. На ней планировалось обсуждение роли телевидения в их освещении. Бурдьё высказал мнение о наличии скрытых механизмов в функционировании телевидения, основанных на самоцензуре. В ответ он подвергся нападкам со стороны журналистов Гийома Дюрана, Жана-Мари Кавада и ведущего передачи Даниэля Шнайдермана. Оппоненты Бурдьё обвиняли его в незнании принципов работы телевидения, не желая принимать его социологические объяснения. За передачей последовал другой выпуск программы, где уже без участия Бурдьё он был раскритикован, а затем состоялась открытая полемика Бурдьё в газете «Le Monde Diplomatique» с режиссёром и ведущим программы. Данный конфликт имел большой общественный резонанс и вызвал публикацию ряда книг о СМИ.
Бурдьё увидел в состоявшейся передаче подтверждение своего мнения о невозможности критиковать телевидение на телевидении. Вскоре он написал небольшую книгу «О телевидении» (1996). В ней Бурдьё показывал, что телевизионные программы организованы таким образом, что они цензурируют попытки критики господствующего порядка. Книга имела большой успех и была переведена на 26 языков.

### Смерть
Незадолго до своей смерти Бурдьё завершил книгу «Эскиз для самоанализа», которую он отказывался считать автобиографической. В ней он пытался, тем не менее, проанализировать свою социальную и интеллектуальную траекторию с помощью собственных теоретических инструментов. В частности, считал себя социальным «перебежчиком и сыном перебежчика» и находил в этом факте одну из причин его подхода к социальному миру. В книге он в первый раз описал события войны в Алжире и своей юности, которая пришлась на период Второй мировой войны:18. Законченная рукопись была опубликована сначала в Германии, а в 2004 году, после смерти Бурдьё, вышла во Франции:23.
В последние месяцы Бурдьё также работал над оставшейся незавершённой книгой о художнике Эдуарде Мане.
Пьер Бурдьё умер 23 января 2002 года от рака лёгких в больнице Санкт-Антуан. Его смерть имела значительное освещение в СМИ, что отразило его международную известность.
Его могила находится на кладбище Пер-Лашез в Париже, недалеко от могилы Сен-Симона.

## Социологическая теория

### Введение

#### Истоки взглядов
Бурдьё является наследником классической социологии и, в более широком смысле, рациональной традиции европейской философии:560—564. Он осуществил оригинальный синтез большинства из основных социологических подходов.
Бурдьё сохранил важность веберовского символического измерения легитимности господства в социальной жизни; веберовские социальные порядки у Бурдьё превращаются в поля. У Карла Маркса он заимствовал понятие капитала и изменил его значение, расширив на всю социальную деятельность. У Эмиля Дюркгейма он унаследовал рациональный подход к анализу человеческого поведения (который у Дюркгейма назывался детерминистским принципом или принципом причинности). У Марселя Мосса и Клода Леви-Стросса Бурдьё заимствовал идеи структурализма, на начальном этапе деятельности считая социальный мир пространством объективных связей, трансцендентных по отношению к агентам:20—22. Философия его преподавателя Мориса Мерло-Понти, а через него, феноменология Эдмунда Гуссерля, повлияли на формирование концепции габитуса как доязыкового опыта — на размышления о теле, диспозициях (основаниях) действия, практическом смысле, практической деятельности. Тезис Людвига Витгенштейна в «Философском трактате» о двойственности понятия «правило» стал источником разработки правил поведения социальных агентов. Другими значимыми для Бурдьё фигурами были социологи Норберт Элиас и Ирвин Гофман, а также его учитель Гастон Башляр:14. Наконец, в конце жизни Бурдьё соотнёс свою социологию с традицией Блеза Паскаля.

#### Общая характеристика научной деятельности
В социологии Бурдьё можно выделить несколько основных особенностей:
- стремление преодолеть, используя концептуальные нововведения[60], ряд устоявшихся дилемм в социальной науке: субъективизм / объективизм, микро / макро, конструктивизм / детерминизм, материализм / символизм, интерпретация / объяснение;
- совмещение теоретических и практических (полевых) исследований и постоянная разработка новых идей, независимо от их источника в методологическом плане;
- культура рассматривается как система символов и значений и играет ключевую роль в сохранении и воспроизводстве социального неравенства[61]:14;
- общество — место постоянной и жестокой борьбы, в ходе которой возникают различия, которые и составляют содержание социального бытия. Социальность означает различия, а различия приводят к иерархии, которая, в свою очередь, невозможна без постоянного соперничества, притязаний, признаний и отторжений, случайностей и неизбежностей[62]:102—103.

Бурдьё часто писал в соавторстве и в ходе многолетней работы создал собственную научную школу (самую крупную во Франции со времен Дюргкейма):40. Его социологию можно рассматривать, в том числе, как плод коллективного исследовательского труда:59—68.

#### Философская антропология
Философская антропология Бурдьё — это концепция признания / непризнания индивида со стороны общества. Бурдьё следует Блезу Паскалю, рассматривая в качестве главного мотива поведения человека «жажду достоинства», которая может быть удовлетворена только социально: социальные структуры наделяют человека именем, позицией и ставят ему задачи:102—103. Социальное признание — это фундаментальная экзистенциальная цель, к которой люди стремятся, чтобы придать своей жизни смысл. Признание есть одновременно источник бесконечных соревнований, которые делают общество подвижным:65. Поиск смысла превращается в стремление к власти.
При этом взгляды Бурдьё отличаются от позиции таких мыслителей, как Мартин Хайдеггер, Сартр или Вебер, у которых мир и человеческая жизнь сами по себе тоже лишены смысла. Для Бурдьё субъективные действия по наделению смыслом в полной мере не осознаются и не являются свободными:73. Непрерывное разыгрывание ролей в социальных играх выполняет экзистенциальную функцию защиты от осознания конечности жизни. Погружение в развлечения (Паскаль) или в повседневность (Хайдеггер), то есть в практики и ритуалы совместного существования, даёт человеку возможность подавить осознание собственной смерти или хотя бы смириться с ним:74. Иными словами, добиваясь признания, человек пытается преодолеть конечность и бессмысленность собственного существования:103.
Философские взгляды Бурдьё изложены в основном в книге «Паскалевские размышления» (1997).

#### Структуралистский конструктивизм
В социальной теории существуют две принципиально разные парадигмы изучения соотношения общество / индивид. Согласно структурному функционализму, в социальной реальности существуют объективные структуры. Под структурами понимаются социальные нормы (культурные коды, традиции, ритуалы и обычаи, запреты, законы), социальные институты, социальные страты, группы и классы. Данные структуры основаны на правилах, не зависят от воли и сознания людей и определяют ценности, мотивации и действия индивидов. Согласно парадигме социального конструктивизма, социальные действия людей сами конструируют отдельные элементы и социальную реальность в целом, а внешние структуры нельзя однозначно считать объективно существующими. В конструктивизме ключевую роль играют социальные представления и идеи, интерпретации индивидуального и коллективного опыта, способы коммуникации, языковые игры.
Бурдьё разработал понятия «габитус», «капитал» и «поля» с целью разрешить конфликт между данными подходами и преодолеть ряд фундаментальных социологических оппозиций.
В книге «Начала» (1987) Бурдьё предлагает назвать свою социологическую теорию «конструктивистским структурализмом» или «структуралистским конструктивизмом» и даёт такое её определение:

С помощью структурализма я хочу сказать, что в самом социальном мире…существуют объективные структуры, независимые от сознания и воли агентов, способные направлять или подавлять их практики или представления. С помощью конструктивизма я хочу показать, что существует социальный генезис, с одной стороны, схем восприятия, мышления и действия, которые являются составными частями того, что я называю габитусом, а с другой стороны, — социальных структур и, в частности, того, что я называю полями.

Бурдьё противостоит структурализму, который утверждает подчинение индивида структурным правилам, и конструктивизму, который изображает социальный мир продуктом свободного действия социальных акторов. Для него социальный мир формируется структурами, которые, безусловно, сами выстроены социальными агентами. Данное представление совпадает в общем с конструктивистской трактовкой, но для Бурдьё сформированные структуры, в свою очередь, определяют действия самих агентов, что соответствует положениям структурализма. Здесь Бурдьё подходит к тому, что англо-американская традиция называет оппозицией «структура (structures) / действие (agency или social action)». Стремление Бурдьё преодолеть противоречие между полностью зависимым от объективных социальных структур агентом и свободным и рациональным «актором-творцом» является одним из основных пунктов его работ:8—9.
Данная задача объединяла Бурдьё с другим известным социологом современности — Энтони Гидденсом, автором теории структурации:17. Какое-то время (прежде всего в 1980-е годы) дебаты Гидденса и Бурдьё были центральным спором в теоретической социологии. По мнению одних социологов, концепция габитуса Бурдьё позволяет преодолеть оппозицию структура / действие:348. С точки зрения других, несмотря на масштабность попытки, подход Бурдьё, как и концепция Гидденса, не даёт удовлетворительного решения базовой социологической дилеммы структура / действие, будучи достаточно расплывчатым и метафоричным:357—358.
В двух измерениях социальной реальности — объективистском и конструктивистском — объективные структуры всё же имеют некоторый приоритет. Такая позиция основана на эпистемологической концепции, в центре которой лежит идея «эпистемологического разрыва», разработанная учителем Бурдьё Гастоном Башляром. Общественные и естественные науки сближает принципиальное различие («разрыв») между научным и обыденным знанием. Одним из источников такого подхода служит восходящее к Дюркгейму правило несовпадения научного социологического знания с субъективным восприятием акторов. Взгляды Бурдьё, однако, выходят за рамки простого противопоставления типов знания:43—45.

### Габитус

#### Концепция габитуса

##### Истоки и основания концепции габитуса
Истоки концепции габитуса можно обнаружить в схоластике Фомы Аквинского, который перевёл с помощью данного слова термин Аристотеля «hexis». В философской традиции «габитус» обозначает сумму индивидуальных телесных навыков — походку, жестикуляцию, манеры, — цельное воплощение опыта конкретного человека в телесном сознании. В современной социологии это понятие также использовал Норберт Элиас:39. Концепция габитуса Бурдьё оказала большое влияние на современные социальные науки.
Теория была разработана в конце 1960-х годов и впервые упоминалась в предисловии к сборнику работ по этнологии — «Эскизе теории практики» (1972), а затем была развита в «Практическом смысле» (1980). Концепция первоначально была нацелена на преодоление двух концепций — свободного субъекта и структуралистского понимания действия, в то время преобладавших во французской интеллектуальной среде:14. Первую представляли феноменология и особенно экзистенциализм Жана-Поля Сартра, который поместил в центр действия абсолютную свободу субъекта. Второе направление основывалось на структурализме, прежде всего на социальной антропологии Клода Леви-Стросса. Леви-Стросс рассматривал субъекта действия как полностью подчинённого в своём поведении объективным правилам:15.
Оппонируя структурализму, Бурдьё хотел восстановить потенциал автономного действия субъекта, без предоставления ему свободы экзистенциализма. Согласно его концепции, субъект («агент») усваивает в ходе разнообразных процессов социализации, прежде всего первичной социализации, устойчивые принципы в отношении социальных действий. Принципы отражают объективные структуры социального мира, в котором агент находится. Принципы превращаются в процессе усвоения в устойчивые и передаваемые установки («диспозиции»).
Агент в определённом смысле действует сам, в отличие от субъекта в структурализме, который лишь актуализирует правила (культурные коды). Действие агента фактически есть продукт «бессознательных стратегий», которые он реализовывает. Стратегии сформированы из оснований (диспозиций), усвоенных агентом. В основе действия лежит совокупность диспозиций, составляющих габитус. Бурдьё вводит термин «агент» вместо «актора» (который обычно используется в социологии, чтобы подчеркнуть способность индивида действовать свободно). «Агент» предполагает, напротив, наличие детерминизма, которому подчинён индивид. В то же время некоторые интерпретации концепции Бурдьё подчёркивают связь между габитусом, свободой и мышлением.

##### Определение габитуса
Предпосылкой габитуса являются объективные, существующие независимо от воли и сознания индивидов структуры, влияющие на социальные практики, восприятие и сознание агентов. Эти структуры порождают практики и представления агентов. Вместе с тем, агенты, будучи изначально активными, постоянно изменяют социальную реальность. Социальные структуры превращаются через практики в способ их производства — в воплощённую в теле («инкорпорированную») структуру, которая называется габитусом. Габитус сам начинает воспроизводить практики. Практики, порождаемые габитусом, через воспроизводство практик сами воплощаются вовне (в социологии используется термин «экстериоризация»), то есть в объективных структурах. Таким образом, габитус является звеном между объективными структурами и агентами.
Габитус включает в себя совокупность диспозиций — моделей восприятия и действия, которые индивид приобретает в процессе социализации, инкорпорируя совокупность способов мышления, чувств и действий. Эти диспозиции обладают устойчивостью. Габитус есть следствие усвоения (в социологии используется термин «интериоризация») объективных социальных отношений и в то же время субъективный источник действий агентов, то есть своего рода механизм, который порождает различные социальные практики. К таким практикам относятся эстетические вкусы (Бурдьё описал их в книге «Различение»), особенности речи и произношения (работа «Язык и символическая власть»), язык тела («Мужское господство»), стили письма, предпочтения в еде и напитках, успех в образовании («Воспроизводство», «Знать государства») и т. д.:347 Таким образом, габитус, с одной стороны, — результат интериоризации объективных структур, а с другой стороны — неотъемлемая часть процесса экстериоризации. Габитус служит посредником в вовлечении агента в социальные отношения. Он воспроизводит практики через постоянный процесс усвоения диспозиций и воплощения их вовне или, на языке социологии, интериоризации / экстериоризации.
В целом габитус можно определить как систему прочных приобретённых предрасположенностей (принципов), структурированных, то есть по сути навязанных структур. Эти структуры функционируют в качестве структурирующих (порождающих) структур, которые порождают и организуют социальные практики и представления. Эти принципы-структуры объективно приспособлены для достижения определённых результатов, но не предполагают сознательной нацеленности на эти результаты и не требуют особого мастерства. Можно сказать, что габитус есть вписанные в тело социальные структуры, то есть само социальное, ставшее человеческой «природой»:421.

##### Диспозиции габитуса
Действия агентов определяются объективными структурами социального мира; агенты интериоризируют диспозиции, структурирующие способы мышления, восприятия и действия.
Диспозиции габитуса определяют способности агента к действию, осознанной оценке ситуации и в целом к поведению, проистекающему из предшествующей социализации.
Диспозиции габитуса имеют следующие свойства: устойчивость, переносимость, системность.

Бурдьё рассматривает диспозиции по аналогии с грамматикой родного языка, в интерпретации «порождающей грамматики» Ноама Хомского:236. Согласно Хомскому, благодаря усвоенной в результате социализации грамматике человек способен производить бесконечное число предложений для самых разнообразных ситуаций, избегая повторений. Диспозиции габитуса аналогичны: они являются моделями восприятия и действия. Эти модели позволяют человеку производить новый, по сути неограниченный набор практик, направленных на адаптацию к социальному миру. Бурдьё во многих текстах выделяет эту «творческую» особенность габитуса. Из ограниченного числа диспозиций агент в состоянии изобрести множество стратегий, что аналогично грамматике родного языка.
Габитус затрагивал один из великих вопросов в философии и социологии: каким образом индивид может быть свободен в условиях многочисленных ограничений и предопределенностей?
Диспозиции обладают устойчивостью и долговечностью, поскольку они глубоко укоренены в агентах и сопротивляются изменениям, сохраняя в результате определённую преемственность в жизни индивида.
Диспозиции габитуса, однако, не являются неизменяемыми: габитус способен трансформироваться. С другой стороны, агент может частично инкорпорировать или изменить габитус с помощью социологической рефлексии над самим собой. Диспозиции, определяющие габитус, являются переносимыми. Поскольку диспозиции получены в ходе конкретного опыта (например, в семье), то они оказывают влияние на другие сферы опыта (например, в профессиональной сфере) и обеспечивают существование единой личности:46.
Наконец, диспозиции образуют систему, поскольку они имеют тенденцию к объединению. Но единство и устойчивость личности, действующей в соответствии с габитусом, не являются тем единством и той устойчивостью, которые сознательно и ретроспективно воспринимаются самой личностью и которые Бурдьё называет «биографической иллюзией», то есть ложной или фиктивной идентичностью. Диспозиции являются едиными и устойчивыми для исследователя, который их реконструирует.

##### Гистерезис, инкорпорация и формирование габитуса
Основные диспозиции габитуса прежде всего должны быть устойчивыми, то есть долгое время существовать в системе социальных отношений. Бурдьё вводит понятие гистерезиса (отставания) габитуса. Агент по-прежнему воспроизводит старые социальные отношения через какое-то время после того, как социальные отношения изменились (или агент занял другую позицию в них). Классический пример — Дон Кихот. Диспозиции габитуса Дон Кихота объективно не приспособлены к настоящим условиям, поскольку они относятся к условиям, которых в настоящем времени больше нет. Иными словами, габитус пытается сохраниться при изменениях, тем самым делая практики непрерывными и упорядоченными.
В процессе интериоризации, то есть практического усвоения диспозиций производства практик, агент имитирует практики других агентов неосознанно. Он учится практикам, осваивая способы действия с помощью ознакомления и имитации чужих практик. Схожим способом происходит и внушение (сознательное или бессознательное) принципов диспозиций. Внушения диспозиций носят педагогический характер и, как правило, формализованы. Аналогично социализации, формирование габитуса проходит ряд этапов в процессе интериоризации социальных структур. Первичный габитус, складывающийся в семье, помогает восприятию и усвоению школьных практик. Школьный габитус выступает условием и предпосылкой дальнейшей социализации и т. д. Габитус, как воспроизводящий практики принцип, всегда неточен и приблизителен. Неопределённость, гибкость, неуверенность и импровизация присущи ему имманентно. При этом габитус пытается минимизировать случайные обстоятельства любой социальной ситуации через изменение задачи, которую он решает.
Интериоризированные и инкорпорированные диспозиции относятся как к сфере бессознательного, так и к сфере осознанного поведения. В большей степени диспозиции являются неосознанными. Бессознательные элементы проистекают из памяти и воспроизводят социальные отношения в габитусе.
Габитус как бессознательная структура инкорпорируется, то есть проявляется в человеческом теле. Диспозиции вписаны в телесность и выражаются в манерах, особенностях речи, движений, ходьбы, подчиняясь чётким инкорпорированным требованиям. Движение человеческого тела в физическом пространстве с самого начала приобретает социальное значение, так как ещё на дорефлексивном уровне инкорпорированные диспозиции габитуса несут в себе установки социальных структур. Практики воспроизводятся габитусом без помощи сознания, однако они всегда сопровождаются определённой степенью рефлексивных размышлений. Размышления необходимы для минимального контроля над осуществлением самих практик (например, при попытке объяснить своё поведение рациональным образом). Частичная рефлексия является обязательным элементом «практического смысла».
Невозможно однозначно сказать, существует ли габитус в теле или в сознании агента. Такой вопрос изначально некорректен, поскольку габитус проявляется только в практиках, и измерять его можно только косвенно. Можно сказать, что габитус выходит за рамки оппозиции сознание / бессознательное, принуждение / свобода и объясняет, как действия агента подчинены детерминизму и в то же время осознаны. Габитус, по Бурдьё, даёт ключ к пониманию того, как поведение может быть рациональным и ориентированным на какую-либо цель (то есть производить хорошо адаптированные к конкретным ситуациям стратегии), одновременно не будучи сознательно на неё направленным:421:235-236. Бурдьё пишет:

…агенты никогда не бывают свободны, но никогда иллюзия свободы (или отсутствия принуждения) не бывает столь полной, как в случае, когда они действуют, следуя схемам своего габитуса, то есть объективным структурам, продуктом которых является сам габитус: в этом случае агенты ощущают принуждение не более, чем тяжесть воздуха.

##### Габитус и социальная структура
Индивидуальные габитусы называются единичными. Схожие габитусы — с точки зрения условий существования и социализации — образуют классы габитусов, а следовательно, существуют и габитусы социальных классов, в каждом из которых каждый габитус особым образом комбинирует в себе определённое разнообразие социальных опытов той или иной социальной группы:47.
В той степени, в которой диспозиции создают систему, габитус является источником единства мыслей и действий каждого агента. Однако, в той степени, в которой выходцы из одних и тех же социальных групп имеют разную социализацию, габитус также объясняет схожесть образа мышления, чувств и действий представителей одного класса. Поведение агентов связано друг с другом общим «жизненным стилем». Агенты имеют жизненный стиль, характерный для социального класса или группы, и не являются соответственно одиночными индивидами.

#### Теория действия

##### Эмпирические исследования
С середины 1960 годов Бурдьё занимается ключевыми вопросами классической социальной антропологии: браком и родством. Своей теорией действия он обозначает разрыв с объективистским структурализмом. Господствовавший в те годы в антропологической теории структурализм ориентировался на изучение правил и стандартов для объяснения социальной жизни. В ходе полевых исследований в Кабилии и родном Беарне Бурдьё обнаруживает противоречия между структуралистской концепцией Леви-Стросса и своими статистическими наблюдениями. Он сталкивается с трудностями объяснения ряда социальных практик с помощью моделей структурализма:50. Эти исследования систем браков и генеалогий в Кабилии и параллельно в Беарне приводят к созданию новой концепции «матримониальной стратегии».
Социальный индивид — это агент, движимый выгодой, личной или коллективной. Однако агент находится в рамках, определённых собственным габитусом. Применительно к сфере родства речь идёт об индивидах, совершающих свой решающий выбор при заключении брака с целью сохранить или улучшить социальный статус семьи:115. Такая трактовка «матримониальной стратегии» усложняет и расширяет представления о ряде ситуаций. Например, трудно объясняемые факты передачи семейного наследства девочке, а не мальчику. Бурдьё критикует структуралистские интерпретации, согласно которым индивиды принимают решения на основании объективных правил. Он также подвергает сомнению трактовку заключения брака через рациональный расчёт. Бурдьё предлагает своё объяснение и вводит понятие «чувство игры» («чувство позиции»), которое представляет собой воплощение определённых «стратегий». Стратегии Бурдьё отличаются от стратегий в теориях социального действия. Прежде всего, «чувство игры» формируется на основе предшествующих практик, которые вписаны в сложную взаимосвязанную сеть отношений. Изучая очень специфические ситуации (право рождения, примат мужчины в вопросах наследования, вопрос о браке младшего брата), Бурдьё приходит к выводу, что заключение брака как альянса и акт наследования являются прежде всего суммами практик, основанных на не вполне осознанных стратегиях.
Брак есть акт стратегии, основанный в большей степени на чувстве социальной игры. По его мнению, «матримониальные стратегии часто являются результирующей отношений силы внутри семейной группы, и эти отношения можно понять, лишь обращаясь к истории этой группы, в частности истории предшествующих браков».
Бурдьё отрицает сознательный расчёт будущих супругов, совершающих рациональный выбор. Если выбор и существует, то он не связан с сознательным поведением. Принцип неосознаваемой агентом стратегии позволяет объяснять социальные действия. Бурдьё даёт своё решение фундаментальной проблемы социологии и социальной антропологии: противопоставления рационального / иррационального и субъекта / ситуации, внешнего / внутреннего. Выраженная в габитусе стратегия относится не к способностям агента как такового и не является частью объективных закономерностей. Такие закономерности нельзя выявить через «идеально-типическую» классификацию (экономика, политика и т. д.) Социолог может изучать стратегию как состояние или продукт в определённом социальном поле. Конкретное поле, в свою очередь, определяется в процессе изучения практик, а не отдельных акторов или структур в целом.
Исследуя концепцию времени у кабилов, сделал вывод, что у них нет времени, измеряемого по часам, а вместо этого существует специфическая система социального времени. Часы считаются «мельницей Сатаны»; кабилы никуда не спешат и стараются избегать приема пищи по часам.
Бурдьё рассматривал свои исследования в Кабилии и родном Беарне как точку пересечения социологии и социальной антропологии; он в определённом смысле связывал преодоление оппозиции субъективизм — объективизм со стиранием границ между двумя науками:124.
Хотя социологу не следует забывать, что он, как всякий другой учёный, должен стараться помочь в построении внесубъективной точки зрения науки, в качестве социального агента он тоже находится внутри объекта, который рассматривает как свой объект изучения, и поэтому у него есть точка зрения, не совпадающая с другими, — в том числе с высокой и стоящей над всем точкой зрения квазибожественного наблюдателя, которой он может достигнуть, если полевые требования удовлетворены. Таким образом, социолог знает, что специфика социальных наук призывает его работать... над конструированием научной истины, способной объединить видение наблюдателя и истину практического видения агента в неведомую точку зрения, — такую, которая подвергается проверке в иллюзии абсолюта.

##### Практический смысл
В своей теории Бурдьё рассматривает социальные действия как события, связанные смыслом с предыдущими действиями. Действия вписаны в предшествующую практику игры на определённом социальном поле. При этом смысл события раскрывается через цепочку действий в прошлом и конструируется в будущем. Последствия того или иного действия непредсказуемы, но, так или иначе, действие необратимо и всегда будет иметь какой-либо смысл в будущем. Действия определяются «творческой» особенностью габитуса и ведут к бесконечному количеству возможных практик. Бурдьё называет данный «творческий» принцип «практическим смыслом» («практическим чувством»).
Поскольку габитус является отражением социального мира, он к нему адаптирован и позволяет агентам без осознанной рефлексии немедленно реагировать на происходящие в их жизни события. Практический смысл — это не идея, ценность, убеждение или знание, а схема восприятия и действия. Эта схема имеет свою логику, однако овладение этой логикой возможно лишь через практику. Главным подтверждением существования практического смысла является его манифестация в человеческом теле.
Классический пример — теннисист, который интуитивно предвидит место падения мяча. Навыки игры позволяют ему не размышлять в процессе игры. Согласно Бурдьё, агент действует аналогично в играх социального мира, развивая, с помощью своего габитуса, настоящие «стратегии», которые адаптированы к социальным требованиям. Точно так же, как и действия теннисиста, принятые стратегии могут быть сознательными или бессознательными. Они являются моделями действий и включают в себя условие получения конечной выгоды. Поскольку модели действий относятся к прошлому социального мира, в ходе современных актуальных взаимодействий они ориентированы на формирование будущего с минимальными изменениями. Эти стратегии не обязательно выбираются сознательно, намеренно, они могут быть даже более эффективными, будучи спонтанными.
Теория действия Бурдьё имеет внешнее сходство с широко известной в экономике теорией рационального выбора. В обеих теориях агенты осуществляют поиск выгоды с помощью стратегий. Однако существует принципиальное различие: агенты, согласно Бурдьё, не заняты постоянным расчётом и не пытаются преднамеренно получить максимальную выгоду согласно ясным рациональным критериям. Он решительно критикует теорию рационального выбора:15 и отвергает идею о тщательном планировании сознательных акторов, находящихся в погоне за долговременной выгодой. По его мнению, агенты действуют совсем по-иному, исходя из заложенных в их телах склонностей и навыков (то есть габитуса). Именно эти навыки делают возможным «чувство игры», а не сознательная рефлексия.
Практический смысл возможен только при столкновении агента со знакомым социальным полем. Оно должно иметь сходство с тем полем, в котором прошла его социализация и инкорпорация структур его габитуса.

#### Illusio
Бурдьё не трактует «выгоду» в утилитаристском смысле (в духе теории рационального выбора), хотя заимствует термин из экономической терминологии:66. Выгода есть вера в то, что какая-либо социальная активность очень важна и стоит того, чтобы ей заниматься. Существует столько видов выгоды, сколько социальных полей: каждое поле в социальном пространстве предлагает агентам специфическую цель. Так, выгоды, преследуемые политиками, не совпадают с выгодами бизнесменов: первые придают значение власти как цели своей деятельности, в то время как для вторых основным мотивом является экономическое обогащение. Бурдьё, с целью избежать вульгарного материализма в понятии выгоды, предлагает заменить его термином «illusio»:66—67. Любая выгода является «иллюзией» — верой в то, что конкретная социальная цель настолько значима, что ей необходимо заниматься. Агент верит, что социальная цель значима, поскольку сама вера в какие-либо социальные выгоды была им интериоризирована в процессе социализации. Эта вера особенно сильна среди так называемых «аборигенов» поля, то есть среди обладающих наиболее востребованным габитусом для достижения успеха в данном поле. Разные виды illusio значительно различаются в зависимости от социального поля, и их нельзя редуцировать друг к другу.
Примером может служить неоклассическая экономическая теория как воплощение illusio экономического поля. Она постулирует, что обычный индивид мыслит так же изощрённо и абстрактно, как аналитик. Данная теория смешивает реальность модели и модель реальности, создавая иллюзорную антропологию, которая основана на предположениях теоретиков о практике и отражает их собственные способности к расчёту. Она предполагает наличие полностью рационального актора. Такой актор действует осознанно, ставит ясные цели и стремится к совершению чёткого выбора. Так, актор, устраиваясь на работу, непременно думает о соотношении между зарплатой и отдыхом. Неоклассическая теория предлагает концепцию рынка, которая базируется на «схоластических» постулатах, принятых в качестве догм (например, утверждение о развитии вкуса потребителя к продукту, описание механизма формирования цен и т. д.)
Однако такого рода «идеальный тип» актора отсутствует в социальном пространстве. На самом деле «рациональность» социальных агентов проистекает из практического смысла. «Практическое чувство» основано на габитусе и представляет собой неосознанное и по сути нерациональное чувство ориентации в социальном мире. Illusio экономического поля и является тем самым принципом, который провозглашает неоклассическая теория, а именно верой в необходимость и важность экономической выгоды и, соответственно, денежной прибыли. Таким образом, экономическая теория сама является воплощением illusio экономического поля, описывая более или менее аутентично (хотя и квазинаучно — Бурдьё использует термин «схоластика») само illusio поля экономики. Социальная роль экономической науки сводится прежде всего к властной функции: она занимается подчинением социального устройства господствующей логике экономического поля, а власть самого illusio увеличивается по мере роста популярности неоклассической теории:123—124.

#### Докса
С понятиями габитуса и illusio тесно связано понятие доксы. Она относится к довербальному восприятию и проистекает из практического смысла. Докса представляет наличный порядок вещей как нечто само собой разумеющееся. Она есть точка зрения, которая считает себя универсальной, нейтральной и объективной, являясь при этом продуктом системы господства. Агенты стремятся разными способами (когнитивными, политическими и т. д.) утвердить и навязать другим свою доксу, отражающую их видение мира и представление о своей позиции в нём:421. Господствующие группы способны четко устанавливать её границы. Они склонны защищать свою доксу, а подчинённые социальные группы пытаются по возможности отодвигать её границы:79. Каждое поле имеет свою специфическую доксу.

### Социальные поля
Понятие «поле» (фр. champ) было введено в середине 1960-х годов. Вначале Бурдьё использовал его для изучения становления и изменений мира искусства и литературы, а затем стал применять для анализа других сфер человеческой деятельности:104.
Для описания принципов существования социальных полей (и социального пространства в целом) Бурдьё вводит понятие «силы», восходящее к европейской философской традиции Лейбница и Гегеля. Сила интерпретируется в духе Норберта Элиаса и Мишеля Фуко и трактуется как то, что определяет единство разнообразных элементов какого-либо предмета, то есть социального поля. Отношения между агентами в социальном пространстве суть отношения различия и, соответственно, отношения силы:560—566.
Социальное поле есть автономное социальное пространство, которое конституируется специфической силой или силами. Отношения в социальном поле связаны с распределением источников силы, которые Бурдьё называет «капиталом». Социальная позиция каждого агента определяется по отношению к источникам силы и формирует те или иные цели (выгоды, которые, в свою очередь, трактуются как illusio). Все участники одного поля имеют схожую выгоду, но выгоды отдельного участника зависят от его социальной позиции на данном поле. Таким образом, поле есть также специфическая система связей между социальными позициями, то есть структурированное пространство позиций:391. Каждое поле имеет свои собственные принципы функционирования, отличающие его от других полей. Эти правила определяют выборы и предпочтения агентов в конкретном поле:47.
…Платой за триумф теоретического разума является неспособность
преодолеть (с самого начала) простую констатацию дуализма путей познания: пути
кажимости и пути истины, доксы и эпистемы, здравого смысла и науки, и невозможность завоевать для науки истину того, в оппозицию чему она утверждалась.
Существуют также универсальные правила для всех полей. Это прежде всего определённая степень автономии от других полей, которая достигается способностью не допускать внешних влияний и сохранять собственные правила:104. Для всех полей также характерны борьба между старым и новым, принятие всеми участниками целей своего поля и их стремление к выживанию. Общество — это переплетение полей: экономических, политических, правовых, научных, культурных, художественных, спортивных, религиозных и других. Наиболее важные из них выстраиваются из суб-полей, по принципу матрёшки.
Бурдьё систематически и углублённо применял теорию полей к следующим областям: религиозная сфера (в частности, высшее духовенство), культура, высокая мода, наука, сфера высшего образования (студенты, преподаватели и вузы), сфера частной жизни, предприниматели и предприятия, государственная бюрократия, политическая сфера, право:89—90. В поздний период он разрабатывал теорию поля искусства и поля литературы.

### Виды капитала
Взаимодействия агентов в социальных полях структурируются в соответствии с преимуществами и ресурсами, мобилизуемыми всеми агентами. Совокупность социальных отношений рассматривается как распределение различных видов ресурсов:393. Бурдьё называет такие ресурсы капиталом и выделяет четыре основных его типа: экономический, культурный, социальный, символический.
Экономический капитал включает все экономические ресурсы индивида — как его доходы, так и имущество.
Культурный капитал составляют все культурные ресурсы, которыми располагает индивид. Они могут быть трёх видов: институализированные (дипломы и звания, спортивные титулы), объективированные (владение культурными объектами) и инкорпорированные (знания и опыт, навыки, представления об эстетике, произношение и т. д.):515. Инкорпорированный вид капитала по сути есть габитус.
Социальный капитал представляет собой совокупность реальных или потенциальных ресурсов, то есть всех видов капитала, связанных с принадлежностью к группе и вовлечением в устойчивую сеть социальных связей. Данный вид капитала имеет чёткие социально обусловленные границы применимости и базируется на взаимных обязательствах и взаимном признании:22. В специфически социологическом смысле понятие было концептуализировано Бурдьё в 1980 году и широко используется в современной науке:231:564.
Символический капитал обозначает любой вид капитала (культурного, социального или экономического), имеющий особое признание внутри социального поля. Чаще всего символическим капиталом являются престиж, репутация и честь:53,103.
Бурдьё называет термином «капитал» все эти социальные ресурсы в той мере, в какой они являются результатом накопления, которое позволяет индивидам получать социальные преимущества. Позиция любого индивида, группы или института в социальном пространстве может быть охарактеризована с помощью двух координат: это общий объём капитала и соотношение разных его видов:105. Разные виды капитала не просто могут наследоваться и приобретаться, но также конвертироваться один в другой:515.
Экономический и культурный капиталы являются двумя наиболее важными формами капитала в современных обществах:264. Тем не менее в каждом социальном поле существует специфический вид социального капитала (возможны также семейный, религиозный, политический, моральный, государственный и др.:79), который определяет структуру поля и формирует специфичную для данного поля illusio.
В поздней работе «Паскалевские размышления» Бурдьё переопределяет символический капитал, который больше не является конкретным видом капитала, а становится любым видом капитала, когда не признано, что это капитал. Символический капитал заменяется понятием «эффекты капитала»:179.

### Символическое насилие
Символический капитал связан с теорией символического насилия:419, которая была систематически изложена в работе «Воспроизводство: элементы теории системы образования» (1970, в соавторстве с Жаном-Клодом Пассероном). Насилие в символической форме рассматривается как совокупность неявных способов навязывания смыслов и значений, служащих легитимации и воспроизводству различных форм социального господства:104. Ключевым фактором является незнание (фр. méconnaissance), в результате которого господство представляется самоочевидным и легитимным. Агенты принимают отношения социального господства, определяющие их положение в конкретном поле и в более широком смысле их социальную позицию. Символическое насилие становится источником субъективно воспринимаемого чувства неполноценности.
Примерами символического насилия может служить насилие мужчины над женщиной в семье патриархального типа (Бурдьё изучал его на кабильском эмпирическом материале) или педагогическая политика во французских школах, в результате которой детям рабочего класса навязываются представления об их неспособности к учёбе, что ведёт к их самоисключению из дальнейшего образования:49,120.
Бурдьё параллельно работал над теорией символического насилия и теорией социального воспроизводства в современных развитых обществах:65. Символическое насилие основано на воспитании (как в семье, так и в образовательных институтах), в процессе которого легитимируется существующий порядок, а значит, социальные иерархии и социальное воспроизводство. Воспитание осуществляется прежде всего через систему образования, которая формирует у агентов «ложное знание», то есть доксу.

### Теория социального пространства
В работе «Различение: социальная критика суждения» Бурдьё описал свою теорию социального пространства, которая находится на пересечении марксистских и веберианских традиций. Теория призвана главным образом объяснить:
- как культурная социализация влияет на положение индивидов и социальных групп в статусных социальных иерархиях;
- как автономные социальные поля ограничивают индивидов и группы в их борьбе за ценные ресурсы;
- как социальная борьба преломляется символическим образом;
- как агенты осуществляют стратегии для достижения целей и как при этом неосознанно воспроизводят социальные иерархии[8]:43.

Социальное пространство существует в двух измерениях. Их можно условно назвать реальностями первого и второго порядка. Реальность первого порядка составляют структуры — социальные практики, капитал, поля и т. д. Реальностью второго порядка являются социальные представления и символические схемы практик, то есть габитус. Агенты занимают позицию (фр. position) в социальном пространстве и одновременно вырабатывают позицию (фр. prise de position) как систему мнений и взглядов:390.

#### Иерархии и строение социальных групп
Бурдьё предлагает оригинальную теорию иерархии социального пространства, которая выступает против марксистской традиции. Бурдьё, как и Макс Вебер, полагает, что структура общества определяется не только экономической логикой:146, и добавляет к экономическому капиталу названный им по аналогии культурный капитал.
Согласно данной многомерной модели социального пространства, существует множество капиталов, соответственно количеству полей. Позиция индивида в социальном пространстве может измеряться тремя основными характеристиками: общим объёмом всех видов капитала, которыми он владеет, относительной значимостью какого-то одного капитала в их общем объёме и процессом приобретения или потери капитала. Последнее явление Бурдьё называет социальной траекторией:158—159,162.
Каждое из полей в социальном пространстве имеет специфические способы господства, причём некоторые могут переноситься в другие поля, как, например, господство мужчин над женщинами. Формирующие господствующие социальные группы владельцы большого количества капитала делятся на две категории. Первая включает индивидов с большим объёмом экономического капитала и небольшим объёмом культурного. Вторая категория зеркально отражает первую: в неё попадают индивиды с большим объёмом культурного капитала и малым объёмом экономического. Между данными группами (называемыми «бизнесменами» и «интеллектуалами») также может происходить борьба, на стыке разных полей и капиталов. Бурдьё называет это место пересечения и борьбы полем власти:49—50.
Позиция индивида в социальном пространстве существует не сама по себе, а лишь в сравнении с количеством капитала, которым обладают другие агенты. Культурный и экономический капиталы являются двумя типами ресурсов, которые в большей степени структурируют современное общество. Однако другие виды ресурсов также могут, в зависимости от каждого конкретного общества, занимать ключевое место в устройстве социальных иерархий.
В отличие от марксистской традиции, Бурдьё не считает, что социальные классы существуют объективно, сами по себе, наблюдаются эмпирически и могут быть чётко описаны и определены как совокупность конкретных индивидов. Если социолог исходит из различий в социальном поведении и моделирует социальные классы, то из этого не следует, что индивиды воспринимают себя как единый класс; такой класс остаётся лишь результатом теоретической социологической классификации. Классы существуют, но в виде возможности, не как эмпирически наблюдаемые, а как находящиеся в постоянном процессе формирования:17—18. Тем не менее они могут быть сформированы с помощью политической деятельности, направленной на создание гомогенной социальной группы. Участники такой группы изначально находятся в непосредственной близости друг к другу в социальном пространстве:123.

#### Пространство жизненных стилей и символической борьбы

##### Эстетика как игра различий
В книге «Различение: социальная критика суждения» (1979), посвящённой в основном социальной структуре, Бурдьё изучает формирование эстетического вкуса к произведениям культуры с точки зрения экономических и культурных различий, существующих во французском обществе. На большом эмпирическом материале Бурдьё показывает, что эстетика не подчиняется какому-либо объективному набору законов, а соответствует статусным иерархиям, хотя и не сводится к ним:34. Бурдьё рассматривает вопрос, восходящий к Канту, и приходит к выводу, что эстетика всегда привязана к жизненному стилю и положению индивида в социальном пространстве:9.
В социальном пространстве не существует эстетических вкусов как таковых: если они есть, то только в противопоставлении другим, которые определяются как отличные от них. Они существуют только как игра классификаций:34. Вкус (к искусству, к еде и т. п.) есть проявление культурного капитала. Он отражает социальную позицию агента в социальной иерархии и проявляется в габитусе, а значит, и в человеческом теле. Тем не менее эстетика не просто детерминирована социальной позицией, а сама наделяет её ценностью и смыслом:34.
Существуют разные жизненные стили различных классов. Например, рабочие не признают абстрактное искусство и предпочитают в искусстве реализм. Искусство должно быть полезным и без излишней «утончённости». Отношение к пище принципиально похоже на их понимание искусства. Для рабочих пища должна быть питательной, то есть полезной и эффективной, и часто «тяжёлой» и жирной, при этом не уделяется внимание гигиене питания. Склонность к полезности обнаруживается и в типе одежды рабочих, которая в первую очередь является функциональной. Схожим образом они относятся и к своим телам, воспринимая их как инструмент. Спорт для рабочих служит исключительно наращиванию физической силы. Это отличает их от представителей средних и высших классов, предпочитающих альпинизм и теннис, для которых тела должны быть гибкими, стройными и подвижными:327.
Таким образом, образ жизни рабочих формирует в первую очередь стремление к функциональности, что ведёт к отсутствию элегантности. Отношение к искусству есть следствие диспозиций габитуса рабочих; диспозиции сами производят габитус из их образа жизни. Жизнь рабочих в реальности оказывается подчинённой режиму необходимости и порождает диспозиции, в которых господствуют ценности полезного и необходимого.
Здесь Бурдьё частично основывается на идеях Торстейна Веблена из «Теории праздного класса». Однако Веблен напрямую связывал культурные практики с социальными иерархиями. Он рассматривал жизненные стили как нечто объективно существующее и осознаваемое самими их носителями. Бурдьё же подчеркивает интериоризированный и неосознаваемый характер культурных практик, которые воплощаются в жизненных стилях посредством габитуса.
Данные исследования Бурдьё внесли большой вклад в социологию тела:47.

##### Легитимация и символическая борьба
Жизненные стили как символические классификации легитимируют социальный порядок и одновременно служат пространством для символической борьбы:35.
Социальные практики выстраиваются в иерархии, которые соответствуют социальным иерархиям. В результате различаются стили жизни, и эти различия легитимируются. Процесс легитимации происходит следующим образом: например, господствующие социальные группы любят какую-то музыку, которая отличается от музыкальных предпочтений подчинённых социальных групп. В господствующей группе эта разница в музыкальных вкусах объясняется разными эстетическими вкусами. Но это утверждение о различиях также является и легитимацией: господствующие социальные группы выделяются, ибо им нравится иная, чем другим, музыка. При этом музыкальный вкус становится прежде всего знаком, обозначающим принадлежность к господствующей социальной группе:157.
Между социальными группами постоянно происходит борьба, но она разворачивается в символическом измерении:229. В этой борьбе индивиды подчинённых социальных групп пытаются имитировать культурные практики господствующих социальных групп для придания себе большего социального веса. В то же время отдельные индивиды из господствующих социальных групп, чувствительные к таким имитациям, склонны изменять социальные практики. Они ищут более редкие практики, способные восстановить их символическое отличие. Именно это сочетание постоянного поиска, раскрытия и имитации различий приводит к изменениям в культурных практиках. В этих символических противоборствах подчинённые группы могут быть только проигравшими: имитируя господствующие классы, они признают культурное различие и не способны его воспроизвести. Эта легитимация господства, которая навязывает восприятие окружающей реальности глазами господствующих социальных групп, является ключевой в воспроизводстве социальных иерархий:122. Несмотря на это, социальные практики и различия между ними всё же могут меняться с течением времени, в первую очередь по причине их адаптации подчинёнными социальными группами.
Жизненные стили объективно различны и отражают социальную обусловленность, которая выражается через габитус. Но они также являются результатом «стратегий различия», с помощью которых индивиды из господствующих групп стремятся восстановить символическую ценность своих культурных практик и вкусов по мере их адаптации индивидами из подчинённых социальных групп.

#### Воспроизводство социальных иерархий
Наиболее простым примером ситуации, в которой проявляется символический характер господства, является эксплуатация женщины мужчиной в патриархальных отношениях в семье. Символическое господство мужчины над женщиной детерминирует в то же время воспроизводство этого господства:122.
Воспроизводство социального порядка происходит одновременно через воспроизводство социальных иерархий и через легитимацию этого воспроизводства. Культура является основным источником воспроизводства социальных иерархий, а поле культуры подчиняется тем же принципам соперничества, что и другие поля:416. Индивиды с большим количеством культурного капитала передают его своим детям прежде всего через систему образования, которая играет ключевую роль в этом воспроизводстве в современных обществах:204. Бурдьё разработал теорию системы образования (на французском эмпирическом материале), согласно которой образование обновляет социальный порядок, приводя детей членов господствующего класса к получению лучших образовательных дипломов. В результате дети элиты занимают господствующие социальные позиции своих родителей. Образование также легитимирует различия в школьной успеваемости и маскирует их социальные причины, делая из индивида результат его врождённых качеств. Данная социальная легитимация обосновывается «идеологией способностей».
Бурдьё начал изучать воспроизводство социального неравенства ещё в ранней работе «Наследники, студенты и культура» (1964, в соавторстве в Жаном-Клодом Пассероном). На обширном статистическом материале авторы прослеживали передачу культурного капитала. Для анализа использовались дифференцированные показатели успеваемости студентов в высших учебных заведениях:42—44. В книге «Воспроизводство» (1970, также в соавторстве с Пассероном) Бурдьё развивает свои идеи и доказывает, что образовательные ценности обеспечивают воспроизводство социального неравенства:47. С помощью символического насилия система образования легитимирует властные отношения, лежащие в основе социальной иерархии. Бурдьё предполагает, что школьная система неявным образом передаёт знания, аналогичные знаниям господствующего класса, и формирует ценности, установки и навыки, которые усиливают культурные различия:447. Дети господствующего класса располагают культурным капиталом, который позволяет им легче адаптироваться к требованиям школы. В результате они оказываются более успешными в учёбе. Это позволяет легитимировать социальное воспроизводство. Причина успехов в учёбе членов правящего класса остаётся скрыта, а их попадание на господствующие социальные позиции легитимировано дипломами. Другими словами, умалчивание того факта, что члены господствующего класса добиваются успеха в школе из-за близости между их культурой и культурой системы образования, позволяет школе участвовать в легитимации социального воспроизводства.
Будущий учебный опыт не может быть одинаковым  для сына руководителя и сына рабочего. Сын руководителя имеет более одного шанса из двух пойти учиться в университет, ведь он  неизбежно сталкивается  в своем окружении, начиная с семьи, с  высшим образованием как неотъемлемой частью повседневной жизни. Сын рабочего же имеет лишь два шанса из ста на обучение  в университете, он знаком с обучением и со студентами только опосредованно.
Этот процесс легитимации поддерживается двумя убеждениями. С одной стороны, школа в современном обществе считается автономной с экономической точки зрения, а знания расцениваются как полностью независимые. Школа, следовательно, считается способной уменьшить социальное расслоение и не воспринимается близкой к буржуазии. Однако Бурдьё опровергает такой подход и разоблачает его как миф, утверждая, что, школа, напротив, не способствует социальной мобильности, а используется в стратегиях социального воспроизводства буржуазии:57. С другой стороны, в обществе успех или неудача детей в учёбе оцениваются как «способности», которые связаны с личными качествами людей. Такой исключительно социальный процесс, как собственная неудача в школе, воспринимается как личные недостатки и, в частности, как недостаток интеллекта. Эта «идеология способностей» играет решающую роль в принятии индивидами их школьной и дальнейшей социальной судьбы. При этом даже члены привилегированных групп, по-видимому, рассматривают свои способности как природные, а не социальные. В итоге неравенство, обусловленное социальными причинами, трансформируется в неравенство успеха и воспринимается как неравенство индивидуальных способностей индивидов.
Изучение социальных иерархий было продолжено работах 1980-х годов («Homo academicus» (1984) и «Знать государства» (1989)), где Бурдьё рассматривает французскую университетскую систему и систему элитных высших школ в качестве социальных полей. В последней работе он анализирует, как взаимосвязанные высшие школы влияют друг на друга и на социальное воспроизводство общества в целом:94. Бурдьё отмечает превращение диплома в настоящее «право на вход» в современные бюрократические организации и даже в промышленную буржуазию, которая долго обходилась без воспроизводства своих социальных позиций. Сегодня почти все социальные группы обязаны дать своим детям возможность получить школьные аттестаты, хотя бы ради воспроизводства своей социальной позиции, вплоть до владельцев бизнеса (чьи дети должны иметь диплом, чтобы управлять предприятием). Сегодняшняя значимость аттестатов и дипломов характеризует глубокие изменения образовательной системы, особенно в поле престижных школ. Бурдьё указывает и на другую тенденцию: традиционные престижные высшие школы (прежде всего речь идёт техническом образовании) в настоящее время в условиях жесточайшей конкуренции теряют своё положение в пользу с новых высших школ (экономика, управление и «коммуникация»), близких к господствующему полю власти:96. Так, Высшая нормальная школа потеряла своё господствующее положение в пользу Национальной школы администрации. В то же время появились новые высшие школы с более низкими образовательными стандартами, которые позволяют детям из господствующих классов получить дипломы, которые те не могут получить в традиционных высших школах:193—196.

#### Язык
Бурдьё рассматривал язык в работе «Язык и символическая власть» (1991), а также в книгах о СМИ. Язык имеет в большей степени социально-фрагментированную природу, а не биологическую, как у Хомского. Язык связан с габитусом и социальным полем, которые формируют его «порождающую» способность, а также с символическим насилием. Бурдьё придавал большую роль СМИ (прежде всего телевидению) в осуществлении символического насилия через язык.
Языковая диглоссия есть следствие символического насилия. Поскольку язык есть элемент культуры, он служит механизмом выстраивания социальных иерархий и социального воспроизводства, то есть представляет собой культурный капитал. В качестве культурной практики он формирует социальные различия. Язык господствующих социальных групп отличается от языка подчинённых групп, при этом языковые практики последних зависят от практик высших классов. Так, «буржуазный язык» является более абстрактным, интеллектуальным и благозвучным, чем более выразительный, использующий примеры и сравнения язык подчинённых социальных групп:199.

## Другие исследования
Исследования Бурдьё по этнологии и социальной антропологии (в Кабилии и Беарне), посвящённые родственным связям и матримониальным стратегиям получили мировую известность. За вклад в социальную антропологию Бурдьё получил в 2000 году Мемориальную медаль Томаса Гексли Королевского института антропологии Великобритании.
Пьер Бурдьё также занимался рядом отраслевых социологических исследований, таких как социология политики, экономическая социология, социология религии, социология спорта. Анализируя поле литературы, Бурдьё считал Гюстава Флобера ключевой фигурой в возникновении автономного поля литературы во Франции:97. Эдуарда Мане Бурдьё рассматривал аналогичным образом: художник играл главную роль в символической революции начала XX века, в результате которой сформировалось автономное поле искусства. В книге о Мартине Хайдеггере Бурдьё затрагивал проблему интеллектуал / власть на примере неоднозначной политической карьеры немецкого мыслителя.

## Критика
Исследования Пьера Бурдьё были объектом постоянной критики на протяжении всей его карьеры. Критика исходила от самых разных школ социальных наук, от марксистов до сторонников теории рационального выбора, и затрагивала самые разные аспекты его трудов. Наиболее часто его обвиняли в детерминизме и редукционизме, а также в использовании экономических понятий в социологическом анализе:65. Основные пункты критики можно суммировать следующим образом:44—45:
- социология Бурдьё описывает схемы стабильности и воспроизводства, не затрагивая ситуации творчества и резких социальных изменений;
- рассматривая любые социальные действия в качестве стратегий, Бурдьё по сути принимает критикуемую им теорию рационального выбора и исключает случаи иррационального действия;
- концепция габитуса носит в значительной степени теоретический характер и не имеет серьёзной эмпирической значимости;
- концепция полей приводит к «детерминизму полей» и, в частности, к редуцированию акторов и культуры как элементов полей, а сами поля, в свою очередь, детерминированы социальными иерархиями;
- концепция полей не даёт чёткого понимания принципов функционирования социальных институтов и государства;
- попытка преодолеть дихотомию субъект / объект приводит к неудаче, так как Бурдьё по сути признаёт наличие данной оппозиции и не выходит за её категориальные рамки.

### На Западе
Джеффри С. Александер, один ведущих современных американских социологов, рассматривает Бурдьё как представителя неомарксистского ревизионизма. Согласно Александеру, Бурдьё сумел интегрировать в марксизм идеи семиотики и структурализма и осуществил резкую критику современного капиталистического общества, сумев совместить теоретические разработки с большим объёмом эмпирического материала. Однако, в силу экономического редукционизма, культура у Бурдьё не обладает автономией и зависит от социальных структур. Это, по мнению Александера, является фундаментальной ошибкой, так как культура на самом деле обладает своей внутренней логикой и независимостью. Джеффри С. Александер посвятил критике Бурдьё значительную часть своей обзорной книги о современных проблемах социологической теории.
Соавтор и последователь Бурдьё Лоик Вакан расценил критику Александера как редукционистскую, направленную на сведение социологии Бурдьё к марксизму, в то время как, по мнению Вакана, Бурдьё является наследником не только Маркса, но и Вебера и Дюркгейма в равной степени.
По мнению французского социолога Бруно Латура, в теории Бурдьё социальные агенты являются по сути лишь носителями информации и не обладают способностями к рефлексии. Латур считает, что синтез Бурдьё имеет явные недостатки редукционизма в описании элементов социального мира и сомневается, что социология, в основе которой лежит понятие господства, может помочь левым силам в выработке альтернативы неолиберализму и неофашизму.
Одним из самых непримиримых и постоянных критиков Бурдьё является французский политический философ Жак Рансьер:9. По мнению Рансьера, социология Бурдьё недостаточно чувствительна к многочисленным способам, с помощью которых социальные агенты бросают вызов, сопротивляются, меняются и действуют, находясь в социальных и культурных структурах своей жизни:9.

### В России
Критично оценивает научный подход Бурдьё и его школы известный российский социолог-теоретик А. Ф. Филиппов. В своей рецензии на изданную в России книгу «Практический смысл» он находит в тезисах Бурдьё ряд методологических ошибок, в частности противоречие в понятии «выгода». Филиппов считает, что, разоблачая примат экономических интересов, французский социолог не выходит за рамки представления о человеке, движимом корыстными интересами, даже если эти интересы носят «символический» характер. Также неправомерно, по мнению Филиппова, говорить о существовании в социальном пространстве материальных вещей «самих по себе» (что фактически делает Бурдьё, критикуя навязывание значимости тех или иных материальных благ и утверждая отсутствие этой значимости в самой природе вещей). В целом Филиппов оценивает Бурдьё как тонкого антрополога, но слабого социологического теоретика. При этом, по его мнению, понятие габитуса может применяться при изучении чётко определяемой, ограниченной области социального пространства (дом, небольшая этническая общность и т. п.). Филиппов полагает, что значение Бурдьё чрезмерно преувеличено социологическим сообществом.
Подход Филиппова, в свою очередь, был раскритикован социологом и переводчиком Бурдьё на русский язык А. Т. Бикбовым как образец «возвышенной советской „критики“», имеющей своей целью разоблачение заблуждений и ошибок известного «ревизиониста» Бурдьё. Бикбов считает, что подход Филиппова не имеет отношения к собственно исследовательским задачам и инструментам, а является лишь образцом «теоретической» научной риторики. Бикбов отмечает слабое знакомство российских социологов с работами Бурдьё.
Критично оценивает теорию практики Бурдьё и российский социолог И. Ф. Девятко, иронично называя её «теорией без действия и действующего». Девятко считает, что подход Бурдьё близок к бихевиоризму и основан на довольно «скудной» психологии. При этом Девятко полагает, что исследования Бурдьё в области социального использования языка имеют определённую научную перспективу.

## Избранная библиография
- Bourdieu, Pierre. Sociologie de l’Algérie. — P.: Presses universitaires de France, 1958. — 128 p.
- Bourdieu, Pierre & Sayad, Abdelmalek. Le Déracinement, la crise de l’agriculture traditionnelle en Algérie. — P.: Minuit, 1964. — 227 p.
- Bourdieu, Pierre & Passeron, Jean-Claude. Les étudiants et leurs études. — La Haye: Mouton, 1964. — 149 p. (Cahiers du centre de sociologie Européenne)
- Bourdieu, Pierre & Paseron, Jean-Claude. Les Héritiers: les étudiants et la culture. — P.: Minuit, 1964. — 183 p. (Grands documents)
- Bourdieu, Pierre. Un Art Moyen: essai sur les usages sociaux de La photographie. — P.: Minuit, 1965. — 363 p.
- Bourdieu, Pierre & Darbel, Alain. L’Amour de l’art: les musées d’art européens et leur public. — P.: Minuit, 1966. — 219 p.
- Bourdieu, Pierre, Passeron, Jean-Claude & Camberedon, Jean-Claude. Le métier de sociologue. — P.: Mouton, 1967. — 432 p. (Les textes sociologiques)
- Bourdieu, Pierre. La Reproduction, éléments pour une théorie du système d’enseignement. — P.: Minuit, 1970. — 283 p. (Le sens commun)
- Bourdieu, Pierre. Esquisse d’une théorie de la pratique : précédé de trois études d’ethnologie kabyle. — Genève: Droz, 1972. — 269 p.
- Bourdieu, Pierre. Algérie 60: structures économiques et structures temporelles. — P.: Minuit, 1977. — 123 p.
- Bourdieu, Pierre. La Distinction: critique sociale du jugement. — P.: Minuit, 1979. — 670 p. (Le Sens commun)
- Bourdieu, Pierre (dir.) & Centre de Sociologue de l`Education et de la Culture (Paris). Étude de l’immigration algérienne en France: étude comparative de cas spécialement choisis en raison de leur pertinence. — P.: C.O.R.D.E.S., 1979.
- Bourdieu, Pierre. Questions de sociologie. — P.: Minuit, 1980. — 268 p. (Documents)
- Bourdieu, Pierre. Le Sens pratique. — P.: Minuit, 1980. — 475 p. (Le Sens commun)
- Bourdieu, Pierre. Ce que parler veut dire: l'économie des échanges linguistiques. — P.: A. Fayard, 1982. — 243 p.
- Bourdieu, Pierre. Homo academicus. — P.: Minuit, 1984. — 302 p. (Le Sens commun)
- Bourdieu, Pierre. Choses dites. — P.: Minuit, 1987. — 229 p.
- Bourdieu, Pierre. L’ontologie politique de Martin Heidegger. — P.: Minuit, 1988. — 122 p. (Le sens commun)
- Bourdieu, Pierre. La noblesse d’Etat: grandes écoles et esprit de corps. — P.: Minuit, 1989. −568 p. (Le sens commun)
- Bourdieu, Pierre & Coleman, James Manuel. Social theory for a changing society. — N. Y.: Russell Sage foundation, cop. 1991. — 387 p.
- Bourdieu, Pierre. Les règles de l’art: genèse et structure du champ littéraire. — P.: Seuil, 1992. — 480 p. (Libre examen. Politique)
- Bourdieu, Pierre & Haacke, Hans. Libre-échange. — P.: Seuil, 1993. — 147 p.
- Bourdieu, Pierre (dir.) La misère du monde. — P.: Seuil, 1993. — 947 p. (Libre examen. Documents)
- Bourdieu, Pierre. Raisons pratiques: sur la théorie de l’action. — P.: Éd. du Seuil, 1994. — 251 p.
- Bourdieu, Pierre. Méditations pascaliennes. — P.: Seuil, 1997. — 316 p. (Lib er)
- Bourdieu, Pierre. Contre-feux: propos pour servir à la résistance contre l’invasion néo-libérale. — P.: Liber-Raisons d’agir, 1998. — 125 p.
- Bourdieu, Pierre. La domination masculine. — P.: Seuil, 1998. — 142 p. (Liber)
- Bourdieu, Pierre. Les structures sociales de l'économie. — P.: Seuil, 2000. — 289 p. (Liber)
- Bourdieu, Pierre. Contre-feux 2: pour un mouvement social européen. — P.: Raisons d’agir éd., 2001. — 108 p.
- Bourdieu, Pierre. Le bal des célibataires: crise de la société paysanne en Béarn. — P.: Éd. du Seuil, 2002. — 266 p.
- Bourdieu, Pierre, Poupeau, Franck & Discepolo, Thierry. Interventions, 1961—2001: science sociale & action politique. — Marseille: Agone, 2002.
- Bourdieu, Pierre. Esquisse pour une auto-analyse. — P.: Raisons d’agir éd., 2004. — 141 p. (Cours et travaux)
- Bourdieu, Pierre & Boltanski, Luc. La production de l’idéologie dominante. — P.: Demopolis, 2008. — 157 p.[123]

На русском
- Социология политики / Пер. с фр.; сост., общ. ред. и предисл. Н. А. Шматко. — М.: Socio-Logos, 1993.
- Начала. Choses dites / Пер. с фр. Н. А. Шматко. — М.: Socio-Logos, 1994.
- Университетская докса и творчество: против схоластических делений / Пер. с фр. // Socio-Logos’96. — М.: Socio-Logos, 1996. — С. 8—31.
- За рационалистический историзм / Пер. с фр. // Социо-Логос постмодернизма. Альманах Российско-французского центра социологических исследований. — М.: Институт экспериментальной социологии, 1997.
- Дух государства: генезис и структура бюрократического поля / Пер. с фр. // Поэтика и политика. Альманах Российско-французского центра социологии и философии. — М.: Институт экспериментальной социологии]; СПб.: Алетейя, 1999. — С. 125—166.
- Социология и демократия / Пер. с фр. // Поэтика и политика. Альманах Российско-французского центра социологии и философии. — М.: Институт экспериментальной социологии; СПб.: Алетейя, 1999. — С. 119—124.
- Практический смысл / Пер. с фр.; общ. ред. и послесл. Н. А. Шматко. — М.: Институт экспериментальной социологии; СПб.: Алетейя, 2001.
- Опыт рефлексивной социологии / Пер. с англ. Е. Д. Руткевич // Теоретическая социология: Антология: В 2 ч. / Пер. с англ., фр., нем., ит.; сост. и общ. ред. С. П. Баньковской. — М.: Книжный дом «Университет», 2002. — Ч. 2. — С. 163—191. — 424 с. — ISBN 5-8013-0046-5.
- Политическая онтология Мартина Хайдеггера / Пер. с франц. А. Т. Бикбова, Т. В. Анисимовой. — М.: Праксис, 2003. — 272 с. — («Идеологии»). — ISBN 5-901574-27-3. (Рецензии: Нилов И. Двуличная философия.)
- О телевидении и журналистике / Пер. с фр. Т. В. Анисимова и Ю. В. Марковой; отв. ред. и предисл. Н. А. Шматко. — М.: Прагматика культуры, 2002. — 160 с.
- Структура, габитус, практика // Журнал социологии и социальной антропологии. — Том I, 1998. — № 2. (третья часть «Практического смысла»)
- Социология социального пространства / Пер. с фр.; общ. ред. и послесл. Н. А. Шматко. В 2-х т. — М.: Институт экспериментальной социологии; СПб.: Алетейя, 2005.
- О символической власти // Бурдьё П. Социология социального пространства. — М.: Институт экспериментальной социологии; СПб.: Алетейя, 2007. — С. 87—96.
- Бурдьё П. Формы капитала / Пер. с англ. М. С. Добряковой; Бурдьё П. Различение: социальная критика суждения (фрагменты книги) / пер. с фр. О. И. Кирчик // Западная экономическая социология: хрестоматия современной классики. — М.: РОССПЭН, 2004. — 680 с.
- За ангажированное знание // Неприкосновенный запас. — 2002. — № 5 (25).
- Поле литературы // Новое литературное обозрение. — 2000. — № 45. — С. 22-87.
- О государстве: курс лекций в Коллеж де Франс (1989—1992) / под ред. П. Шампаня, Р. Ленуара, Ф. Пупо, М.-К. Ривьер; пер. с фр. Д. Кралечкина, И. Кушнарёвой; предисл. А. Бикбова. — М.: Издательский дом «Дело» РАНХиГС, 2016. — ISBN 978-5-7749-1191-2.
- Homo academicus. — М.: Издательство ИЭП, 2018. — 464 с.
- Экономическая антропология: курс лекций в Коллеж де Франс (1992—1993) / Пер. с фр. Д. Красечкина. — М.: Издательский дом «Дело» РАНХиГС, 2018. — ISBN 978-5-7749-1401-2.